# LZ 37

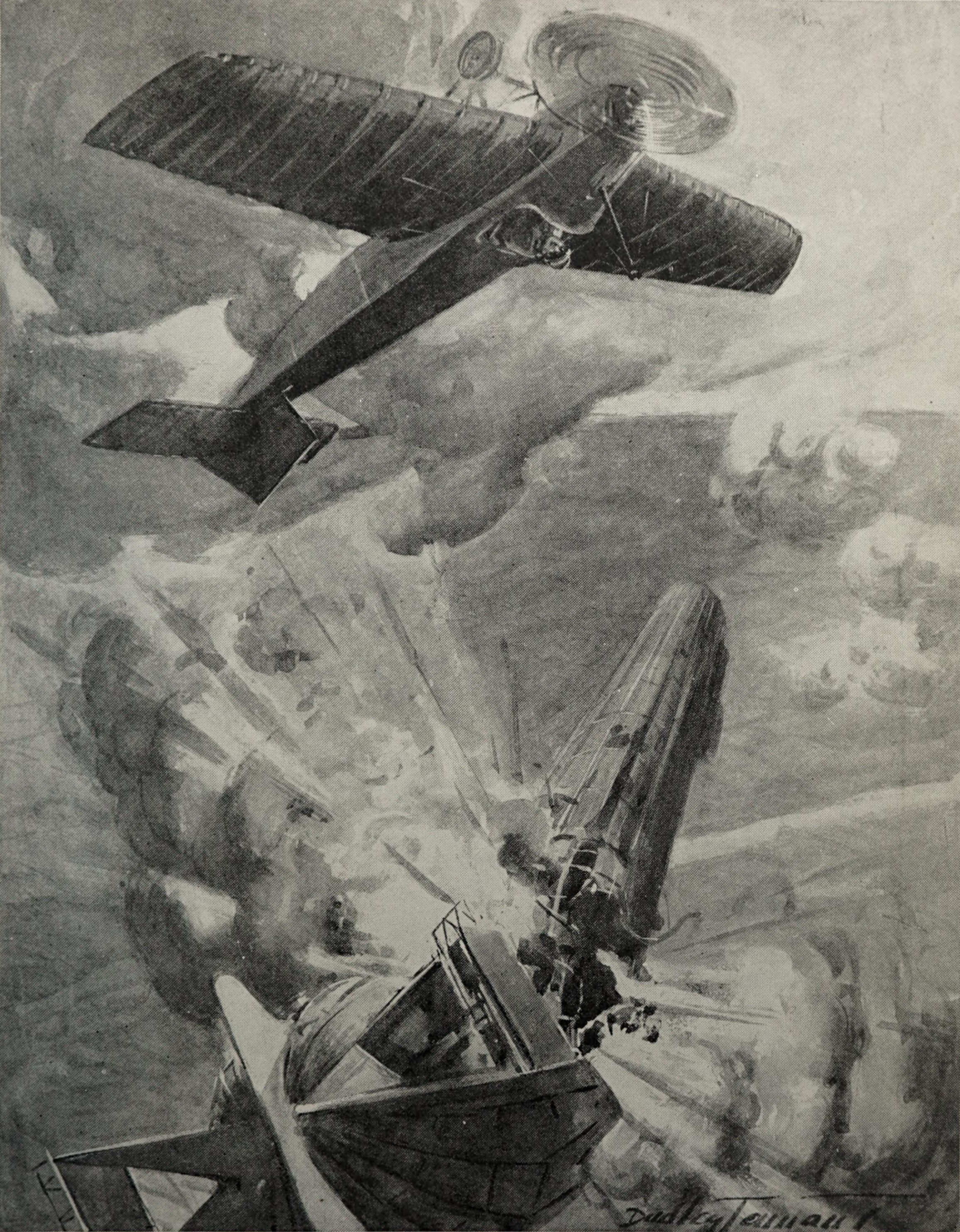
Artist impression van de fatale luchtaanval op de LZ 37

De LZ 37 was een Duitse zeppelin, die door de Kaiserliche Marine werd ingezet tijdens de Eerste Wereldoorlog.
De zeppelin maakte zijn eerste vlucht op 4 maart 1915 en werd naar België gebracht om verkenningen en strategische bombardementen uit te voeren. Deze vonden met name plaats in Frankrijk en Groot-Brittannië. Tijdens de veertiende vlucht, die de zeppelin richting Calais voerde, in de nacht van 6 - 7 juni, werd hij geraakt door een bom die was afgeworpen door de Britse piloot Reginald Warneford. Hierop vloog de zeppelin in brand en stortte neer op een klooster in Sint-Amandsberg. Daarbij kwamen acht van de negen bemanningsleden van de zeppelin om het leven, en op de grond een kloosterzuster en een negenjarig kind.
De LZ 37 was de eerste zeppelin die tijdens de Eerste Wereldoorlog werd neergehaald. Warneford ontving voor zijn actie het Victoria Cross.

## Gegevens
- Officiële naam: LZ 37
- Fabrikant: Luftschiffbau Zeppelin in Friedrichshafen
- Eerste officiële vaart: 4 maart 1915
- Laatste vaart: 7 juni 1915
- Personeel aan boord: 9
- Lengte: 158 meter (m-type)
- Diameter (doorsnee): 18,7 meter
- Maximale snelheid: 96 km/h
- Motor: 4 × Maybach MC-X, 155 kW (210 pk) elk
- Hijsvermogen: 8520 kg
- Aantal vluchten: 14